# When The World Comes Down
When The World Comes Down es el tercer álbum de estudio de The All-American Rejects.

## Listado de canciones
1. "I Wanna" - 3:29
2. "Fallin' Apart" - 3:27
3. "Damn Girl" - 3:51
4. "Gives You Hell" - 3:33
5. "Mona Lisa (When The World Comes Down)" - 3:15
6. "Breakin'" - 3:59
7. "Another Heart Calls" - 4:08 (featuring The Pierces)
8. "Real World" - 4:03
9. "Back to Me" - 4:28
10. "Believe" - 3:28
11. "The Wind Blows" - 4:22
12. "Sunshine" (Hidden Track) - 2:59

## Posicionamiento

### Semanal
| Chart (2008–09)                     | Peak position |
| ----------------------------------- | ------------- |
| Australian Albums Chart             | 35            |
| Austrian Albums Chart               | 39            |
| French Albums Chart                 | 76            |
| German Albums Chart                 | 35            |
| Irish Albums Chart                  | 81            |
| Japanese Albums Chart               | 100           |
| New Zealand Albums Chart            | 19            |
| UK Albums Chart                     | 48            |
| US Billboard 200                    | 15            |
| US Billboard Comprehensive Albums   | 16            |
| US Billboard Top Alternative Albums | 4             |
| US Billboard Top Digital Albums     | 2             |
| US Billboard Top Rock Albums        | 6             |

### Certificaciones
| País           | Certificación |
| -------------- | ------------- |
| Estados Unidos | Gold          |